# National Women’s Day

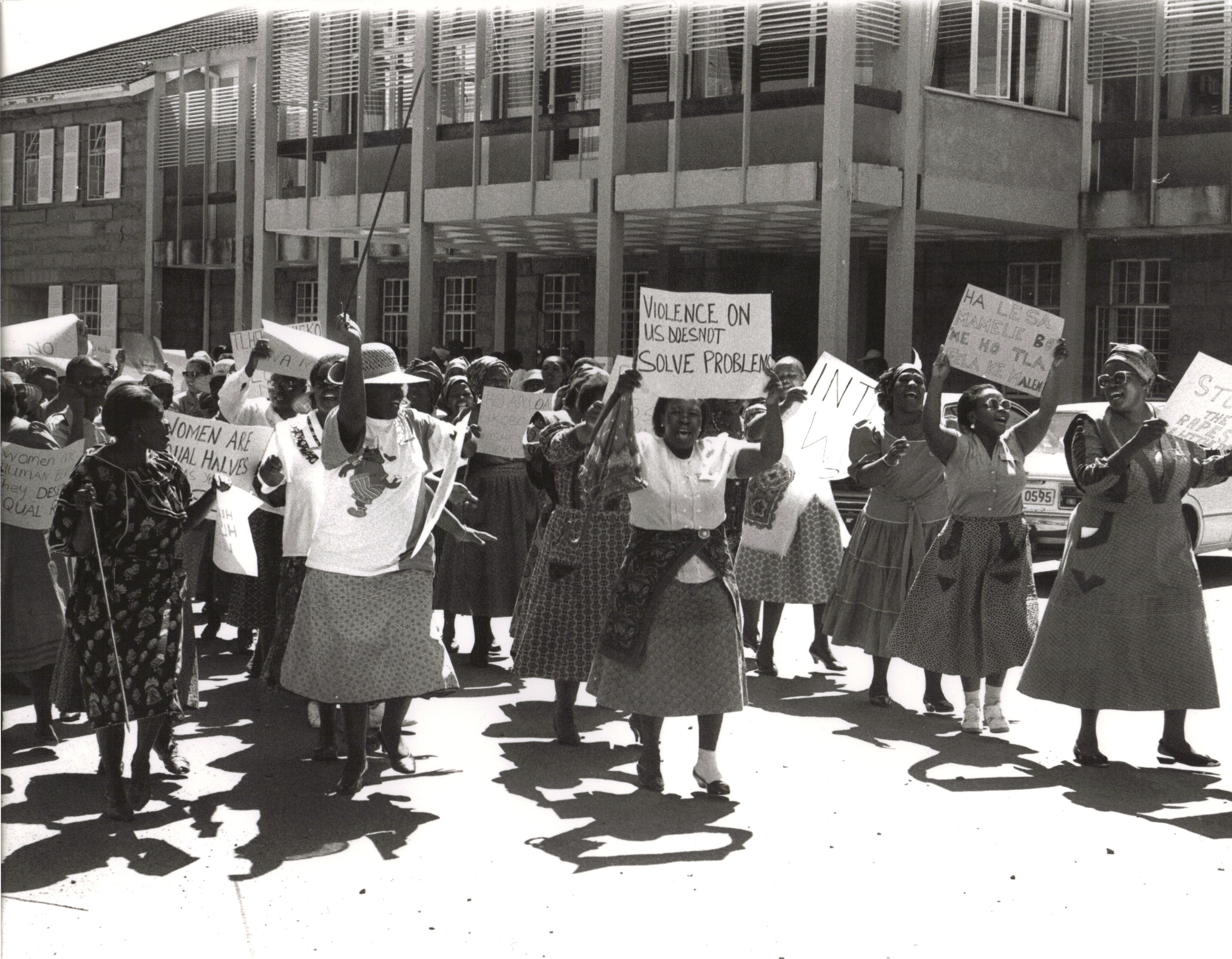
Eine Demonstration zum National Women’s Day an der National University of Lesotho

National Women’s Day (englisch für „Nationaler Frauentag“) ist ein gesetzlicher Feiertag in Südafrika, der jedes Jahr am 9. August stattfindet. Er soll an den Protestmarsch zahlreicher Frauen erinnern, der am 9. August 1956 stattfand. Sie demonstrierten gegen Apartheid-Gesetze, nach denen sie zum Betreten eines nicht heimatberechtigten Township ein schriftliches Arbeitsnachweisdokument (Reference-book) vorlegen mussten, das monatlich zu erneuern war. Auch die schwarzen Männer konnten ihrer Arbeit nur mit denselben schriftlichen Nachweisen nachgehen und waren unter regionalen Beschränkungen und mit scharfen Sanktionen bei Verstößen weitgehend entrechtet. Später wurden diese durch ein Gesetz aus dem Jahre 1952 zu verpflichtenden Personaldokumente, für männliche schwarze Afrikaner seit dem 1. Februar 1958 – ab 1963 auch für Frauen. Das Reference-book war stets mitzuführen.
Am 9. August 1956 führten geschätzte 10.000 bis 20.000 Frauen aus allen Gebieten Südafrikas einen Frauenmarsch zum Regierungssitz Union Buildings in Pretoria durch, um gegen die geplanten Änderungen in Bestimmungen aus dem Native Urban Areas Act von 1923 resultierend und weiterer Gesetze zu demonstrieren. Diese Rechtsvorschriften werden Pass Laws genannt. Die demonstrierenden Frauen wollten 14.000 unterschriebene Petitionen an den Premierminister Strijdom übergeben, der sich aber von seinem Sekretär hat vertreten lassen.
Die Demonstrantinnen standen 30 Minuten schweigend vor dem Gebäude. Viele der Frauen hatten ihre Kinder dabei. Viele Frauen, die für Weiße als Kindermädchen arbeiteten, brachten ihre Schützlinge mit. Die Frauen sangen ein Protestlied, das für diesen Anlass geschrieben worden war: Wathint’ abafazi, wathint’ imbokodo! Uzokufa! (isiZulu für „Du hast die Frauen angetastet, Du hast einen Felsen geschlagen! Du wirst sterben!“). Seither steht dieser Satz in der Form You strike a woman, you strike a rock (engl. für „Wenn du eine Frau schlägst, schlägst du einen Felsen“) für Mut und Kraft von Frauen in Südafrika.
Der Protestmarsch wurde von Lilian Ngoyi, Helen Joseph, Rahima Moosa und Sophia Williams-De Bruyn angeführt. Auch Frances Baard nahm an der Demonstration teil.
Seit dem 9. August 1994 wird dieser Gedenktag in Südafrika jährlich als Women’s Day gefeiert. Zum 50. Jahrestag fand eine Wiederholung des Protestmarsches statt. Viele Teilnehmer der ursprünglichen Demonstration waren wieder dabei.